# 持續性正壓呼吸器
持續性正壓呼吸器、持續性陽壓呼吸器（英語：Continuous positive airway pressure，簡稱：CPAP）是一种施加於空氣通道的正壓的人工呼吸器。它能源源不断地將空氣注入呼吸道以撐開之，使用者也能在過程中同步呼吸。这是呼氣末期正壓（PEEP）的一个替代方案，PEEP和CPAP的原理都是藉由支撐氣管的擴張讓更多肺部的表面區域能參與呼吸。兩個療法之間的差異在於PEEP僅在呼氣的時候對呼吸道加壓；CPAP則是無論在吸氣或呼氣都會持續對呼吸道保持加壓。持續性正壓呼吸器是單向的。雖然稱為呼吸器，但它不會主動幫使用者呼吸，因此使用者在使用持續性正壓呼吸器時必須仍能自主呼吸。CPAP通常用於治療呼吸障礙，例如：睡眠呼吸中止症。因此和呼吸衰竭所用來延續生命、爭取搶救時間且須專業醫療人員（呼吸治療師等）操作之重症呼吸器有極大差別。
CPAP可能也會被用來治療肺臟尚未完全發育完成的早產兒。舉例來說，醫師及呼吸治療師可能會使用CPAP來治療患有新生儿呼吸窘迫综合征的嬰兒。CPAP與「支氣管-肺發育不良」案例數的降低相關。有些早產兒的肺部尚未發育完全，CPAP能提升這類早產兒的生存率，也能降低類固醇的使用劑量。在資源有限的情形下，CPAP能改善患有肺病兒童的呼吸率及存活率。
CPAP專門被用來供應穩定的氣壓。有些CPAP還附加上了其他功能，例如：加熱保濕器。所有用來治療阻塞性睡眠呼吸暂停的療法中，CPAP是最有效的無創療法。CPAP藉由持續將空氣打入呼吸道所產生的風壓來防止呼吸道在睡眠時因周遭肌肉崩塌而被封鎖。
CPAP最常見的空氣輸送途徑是透過鼻面罩，而許多廠商也準備了適用於連接在成人或兒童的鼻面罩樣式。搭配鼻面罩將CPAP使用於嬰兒的作法的安全性存在爭議，數篇研究指出，雖然CPAP能降低人工呼吸器的使用時間，但氣胸的併發卻越發頻繁。
有鼻塞且嚴重到一定程度的人在使用CPAP時，也常搭配口罩或口鼻面罩。市面上也可看到附帶有止鼾器的CPAP產品。
若長時間打入乾冷的空氣進入呼吸道，可能會刺激呼吸道上的黏膜，並導致黏膜乾燥甚至出血、氣管抽筋（特別是有氣喘的人）、加速新陳代謝引起體溫下降。

## 術語
- CPAP：持續將空氣注入呼吸道。通常利用強大的氣流來對呼吸道管壁產生壓力。
- Ramp：舒眠模式。許多CPAP都有此模式，它會在使用者睡眠前先灌入較少的氣流，也就是較小的氣壓，等使用者睡著後再逐漸增加壓力到目標壓力值。
- FiO2 ：在打入呼吸道的所有空氣中，氧氣所佔的比例。

## 來源文獻
1. ↑  Werman, Howard A.; Karren, K; Mistovich, Joseph. . Werman A. Howard; Mistovich J; Karren K  (编). . Pearson Education, Inc. 2014: 242.
2. ↑  Patrick, Wilson; Moresky, Rachel; Baiden, Frank; Brooks, Joshua; Morris, Marilyn; Giessler, Katie; Punguyire, Damien; Apio, Gavin; Agyeman-Ampromfi, Akua; Lopez-Pintado, Sara; Sylverken, Justice; Nyarko-Jectey, Kwadwo; Tagbor, Harry. . Lancet Global Health. June 2017, 5: e615.
3. ↑  .   [2018-02-09]. （原始内容存档于2017-12-13）.
4. ↑  Morley, C. J.; Davis, P. G.; Doyle, L. W.; Brion, L. P.; Hascoet, J. M.; Carlin, J. B.; Coin Trial, I. . New England Journal of Medicine. 2008, 358 (7): 700–708. PMID 18272893. doi:10.1056/NEJMoa072788.
5. ↑  Waugh, J. B.; Granger, W. M. . Respiratory care. 2004, 49 (8): 902–906. PMID 15271229.

## 外部連結

### 取得性
- 有條件開放陽壓呼吸器(CPAP)網路購買並嚴查醫療院所與CPAP代理商聯合壟斷市場定價行為 （页面存档备份，存于）